# Benjamin Gerritsz Cuyp

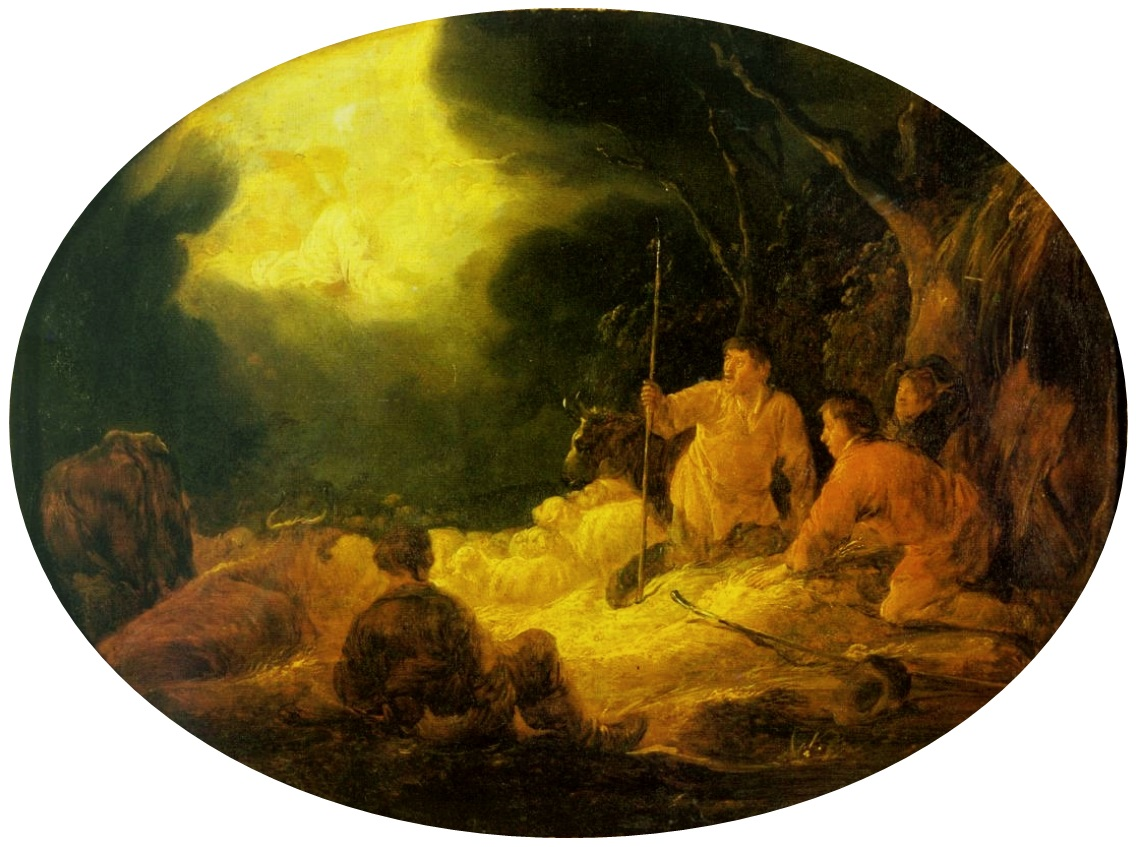
Angyali üdvözlet a pásztoroknak (1830-as évek)

Benjamin Gerritszoon Cuyp (Dordrecht, 1612. december – Dordrecht, 1652. augusztus 28.) holland festő, bibliai témájú képeket és életképeket festett a holland aranykorban, Rembrandt volt a mestere.

## Családja, munkássága
Atyja Jacob Gerritsz Cuyp ólomüvegtervező volt. Eleinte féltestvére Jacob Gerritsz. Cuyp tanította festeni, majd Rembrandt volt rá hatással. Benjamin Gerritsz Cuyp volt az unokanagybátyja a híres tájképfestő Aelbert Cuypnak. Benjamin Gerritsz Cuyp változatos bibliai és életképekbe való jeleneteket dolgozott fel, s széles ecsetvonásokkal festett, előtérben állt nála a kompozíció, a jelenet.
1632. december 30-án lépett be a Szent Lukács festő céhbe. 1643-ban Hágában élt, majd később ismét visszatért szülővárosába. Éppen úgy, mint a többi flamand festő, képein számos betekintést nyújt a korabeli holland életformába, a holland tájak is megjelennek nála, a hollandiai sűrű, magas páratartalmú levegőn átszűrődik a napfény (lásd például Angyali üdvözlet a pásztoroknak, Tájkép romokkal, Mutatványosok című képeit vagy a tengeri strandjelenetek mögött ábrázolt tájait, stb.), mely a kor optimizmusát, bizakodását jelzi. Későbbi éveiben a fény-árnyék hatásokkal (chiaroscuro) óvatosabban bánt, alárendelve azt a jelenetnek. A vallás, a természet és a szülőföld szeretete vezette ecsetjét. Festészete sokakra hatott, tanítványai is voltak, köztük Barent van Kalraet.

## Galéria

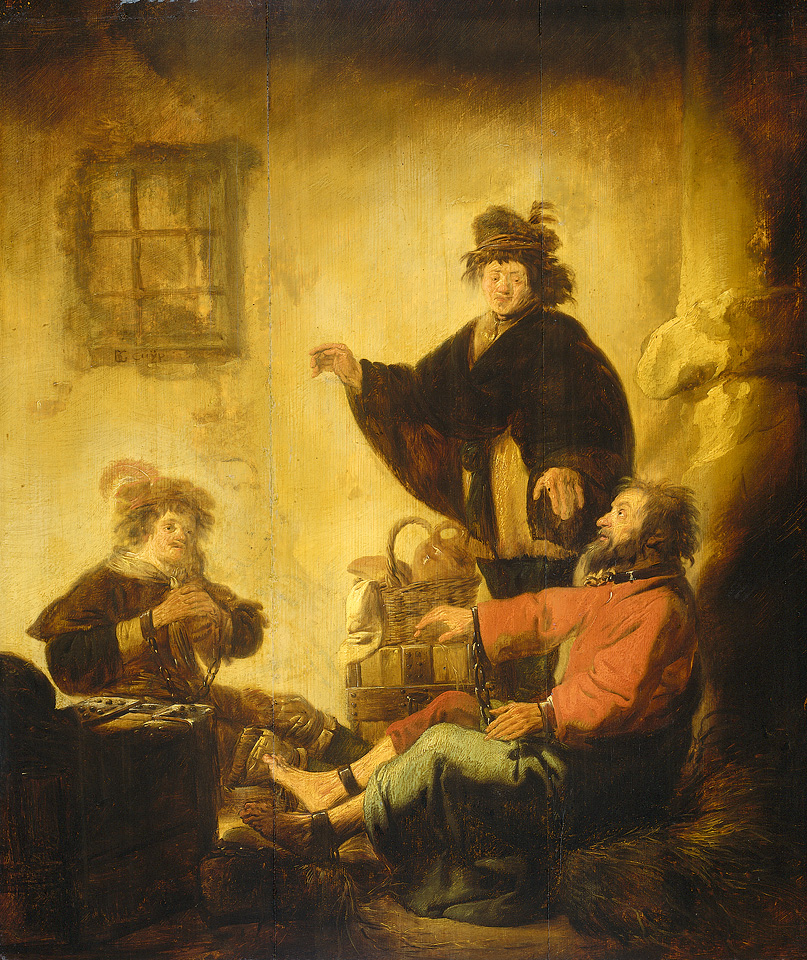
József értelmezi a pék és a komornyik álmait (1630 körül, Rijks-múzeum, Amszterdam)
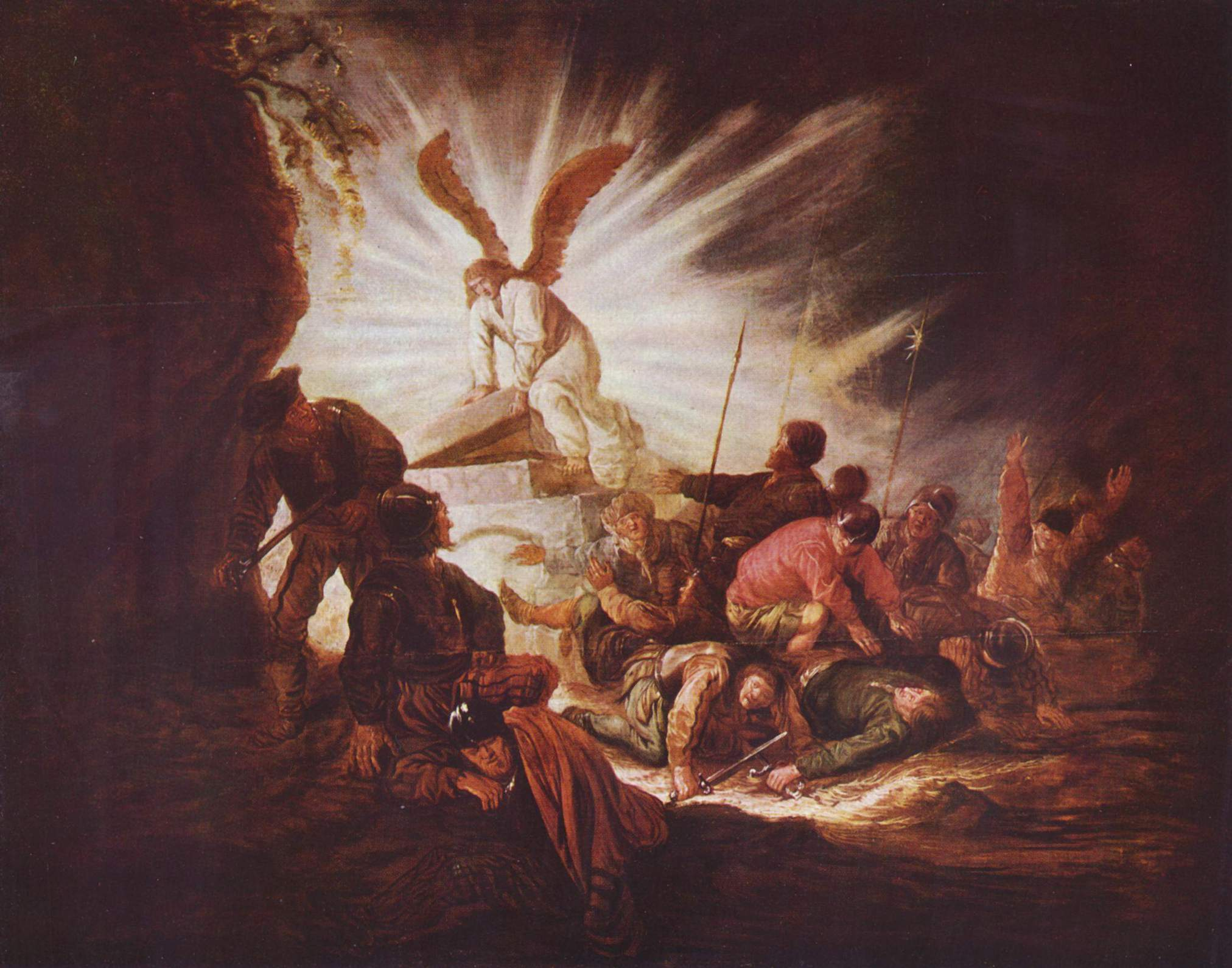
Egy angyal felnyitja Krisztus sírját (1640 körül, Szépművészeti Múzeum, Budapest)
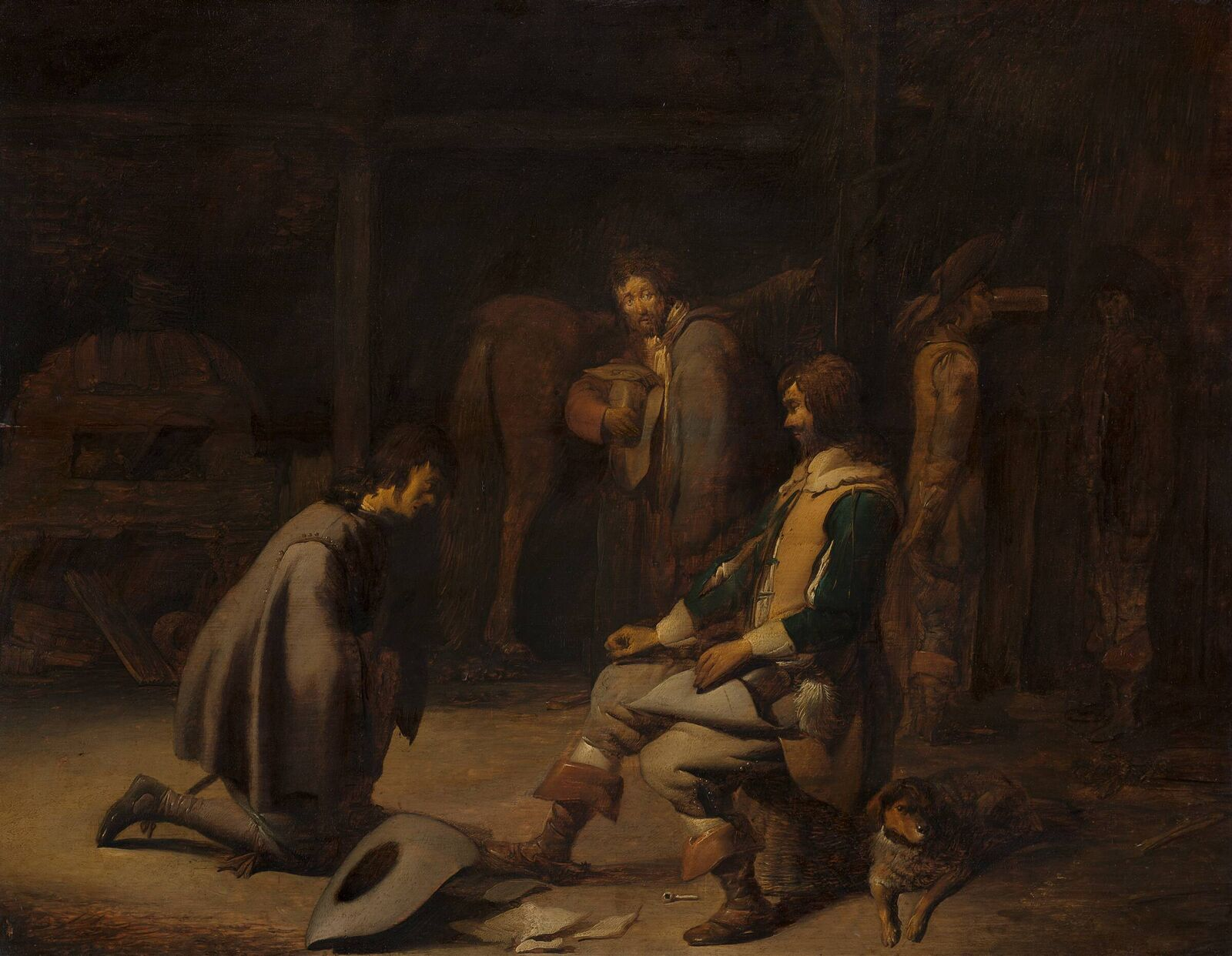
Katonák egy istállóban (1630-1640, Museum Boijmans Van Beuningen, Rotterdam)
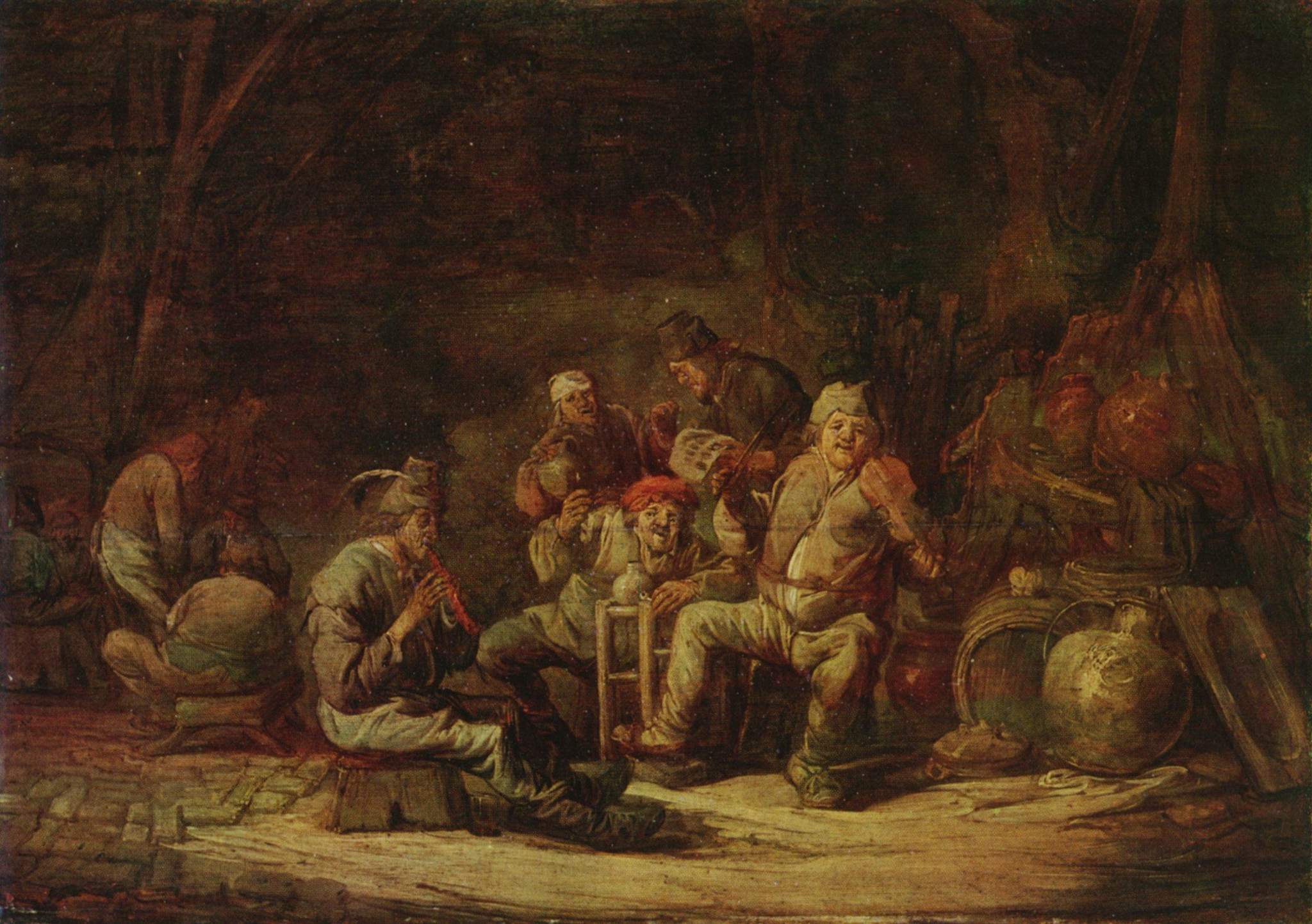
Parasztok a kocsmában (1640 körül, Szépművészeti Múzeum, Budapest)
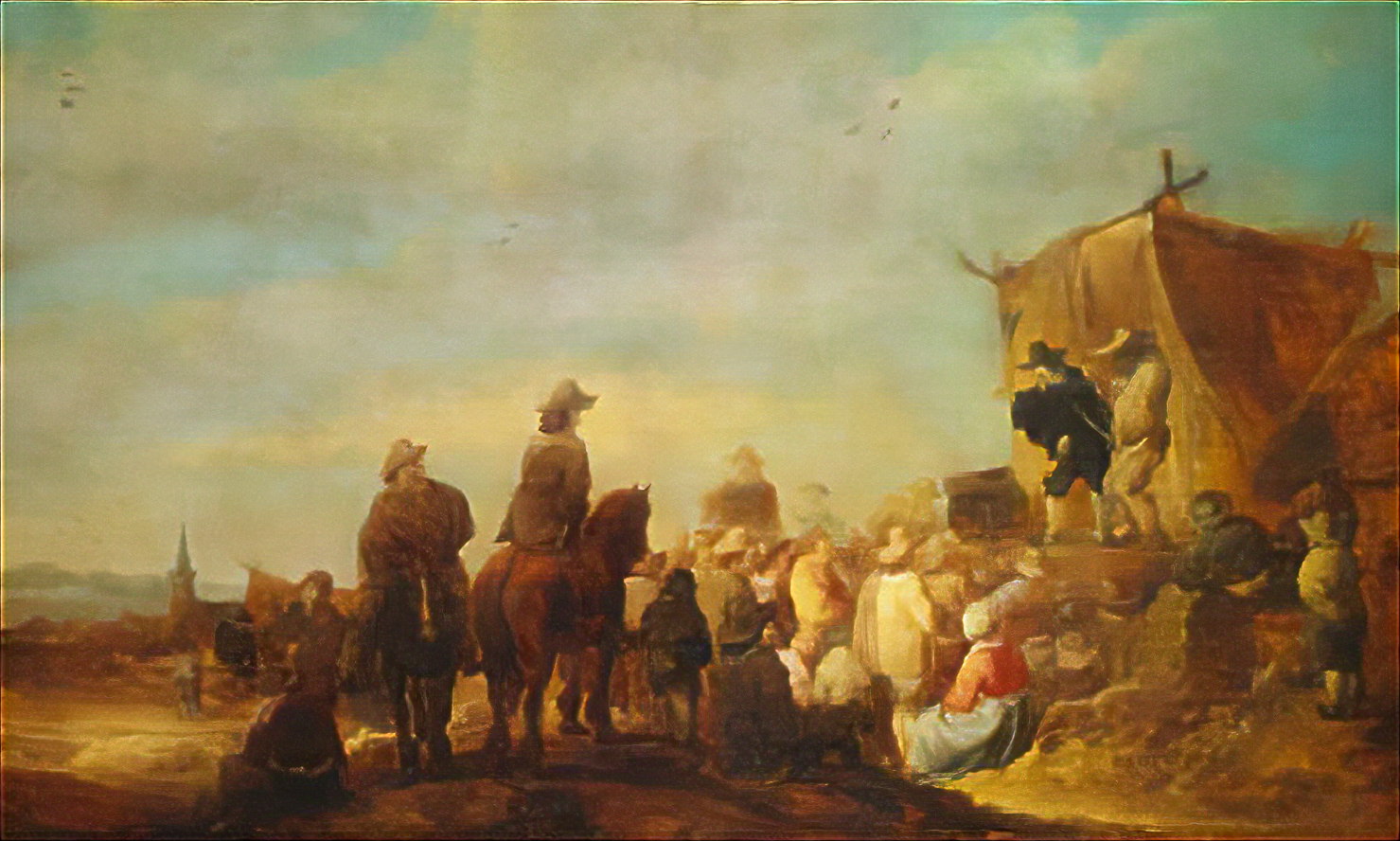
Mutatványosok (1645 körül)